# Picea crassifolia
Picea crassifolia Kom. ist eine Art aus der Familie der Kieferngewächse (Pinaceae). Sie ist im nördlichen China heimisch.

## Beschreibung
Picea crassifolia wächst als immergrüner Baum, der Wuchshöhen von bis zu 25 Metern und Brusthöhendurchmesser von bis zu 60 Zentimeter erreichen kann.
Die behaarte oder unbehaarte Rinde der Zweige ist anfangs grünlich gelb und verfärbt sich mit der Zeit hellviolett bis bräunlich gelb. Im zweiten Jahr ist sie meist blaugrün, selten auch gelb gefärbt.
Die kegelförmigen Winterknospen sind normalerweise nicht harzig. Die kräftigen Nadeln werden 1,2 bis 3,5 Zentimeter lang und 0,2 bis 0,3 Zentimeter breit. Sie haben einen viereckigen Querschnitt. Ihre Spitze ist stumpf oder stachelspitzig. Auf der Nadeloberseite befinden sich fünf bis sieben und an der Unterseite vier bis sechs Stomatalinien.
Picea crassifolia ist einhäusig-getrenntgeschlechtig (monözisch) und die Blütezeit erstreckt sich von April bis Mai. Die Zapfen sind bei einer Länge von 7 bis 11 Zentimetern und einer Dicke von 2 bis 3,5 Zentimetern zylindrisch geformt und reifen von September bis Oktober. Die Samenschuppen sind verkehrt-eiförmig und werden etwa 1,8 Zentimeter lang sowie rund 1,5 Zentimeter breit. Ihre Ränder sind ganzrandig und leicht gewellt. Die verkehrt-eiförmigen Samen werden etwa 3,5 Millimeter lang und haben einen Flügel, welcher etwa 9 Millimeter lang ist.
Die Chromosomenzahl beträgt 2n = 24.

## Verbreitung und Standort
Das natürliche Verbreitungsgebiet von Picea crassifolia liegt in China. Es umfasst dort das in der Inneren Mongolei gelegene Helan-Gebirge und den Daqing Shan, die Provinzen Gansu und Ningxia sowie den im nordöstlichen Qinghai gelegen Qilian Shan und das Gebiet um den Qinghai-See.
Picea crassifolia gedeiht in Höhenlagen von 1600 bis 3800 Metern.
Picea crassifolia wird in der Roten Liste der IUCN als „nicht gefährdet“ eingestuft. Es wird jedoch darauf hingewiesen, dass eine erneute Überprüfung der Gefährdung notwendig ist.

## Nutzung
Das Holz von Picea crassifolia wird genutzt.

## Systematik
Picea crassifolia wird innerhalb der Gattung der Fichten (Picea) der Untergattung Picea, der Sektion Picea, der Untersektion Picea und der Serie Asperatae zugeordnet.
Die Erstbeschreibung als Picea crassifolia erfolgte 1923 durch Wladimir Leontjewitsch Komarow in Botanicheskie Materialy Gerbariia Glavnogo Botanicheskogo Sada S.S.S.R., Band 4(23-24), Seiten 177–178.